# Kristina Mladenovic
Kristina Mladenovic, född 14 maj 1993, är en fransk tennisspelare. Hon har varit högst rankad på WTA:s dubbelrankning. Hennes far, Dragan Mladenović, är en före detta handbollsspelare.

## Karriär
I januari 2018 vann Mladenovic och Tímea Babos dubbeln vid Australiska öppna efter att ha besegrat Jekaterina Makarova och Jelena Vesnina i finalen.
I juni 2019 vann Mladenovic och Babos Franska öppna efter att besegrat Elise Mertens och Aryna Sabalenka i finalen. Efter turneringen mådde Mladenovic den högsta rankningen på WTA:s dubbelrankning. I januari 2020 tog Mladenovic och Babos sin tredje Grand Slam-titel tillsammans då de vann Australiska öppna efter att ha besegrat Hsieh Su-wei och Barbora Strýcová i finalen.

## Titlar och finaler

### Grand Slam

#### Dubbel: 8 (4 titlar, 4 andraplatser)
| Resultat | År   | Turnering         | Underlag   | Medspelare      | Motståndare                          | Resultat                |
| -------- | ---- | ----------------- | ---------- | --------------- | ------------------------------------ | ----------------------- |
| Tvåa     | 2014 | Wimbledon         | Gräs       | Tímea Babos     | Sara Errani Roberta Vinci            | 1–6, 3–6                |
| Vinnare  | 2016 | Franska öppna     | Grus       | Caroline Garcia | Ekaterina Makarova Elena Vesnina     | 6–3, 2–6, 6–4           |
| Tvåa     | 2016 | US Open           | Hard court | Caroline Garcia | Bethanie Mattek-Sands Lucie Šafářová | 6–2, 6–7(5–7), 4–6      |
| Vinnare  | 2018 | Australiska öppna | Hard court | Tímea Babos     | Ekaterina Makarova Elena Vesnina     | 6–4, 6–3                |
| Tvåa     | 2018 | US Open           | Hard court | Tímea Babos     | Ashleigh Barty CoCo Vandeweghe       | 6–3, 6–7(2–7), 6–7(6–8) |
| Tvåa     | 2019 | Australiska öppna | Hard court | Tímea Babos     | Samantha Stosur Zhang Shuai          | 3–6, 4–6                |
| Vinnare  | 2019 | Franska öppna     | Grus       | Tímea Babos     | Duan Yingying Zheng Saisai           | 6–2, 6–3                |
| Vinnare  | 2020 | Australiska öppna | Hard court | Tímea Babos     | Hsieh Su-wei Barbora Strýcová        | 6–2, 6–1                |

#### Mixed dubbel: 4 (2 titlar, 2 andraplatser)
| Resultat | År   | Turnering         | Underlag   | Medspelare    | Motståndare                     | Resultat         |
| -------- | ---- | ----------------- | ---------- | ------------- | ------------------------------- | ---------------- |
| Tvåa     | 2013 | Franska öppna     | Grus       | Daniel Nestor | Lucie Hradecká František Čermák | 6–1, 4–6, [6–10] |
| Vinnare  | 2013 | Wimbledon         | Gräs       | Daniel Nestor | Bruno Soares Lisa Raymond       | 5–7, 6–2, 8–6    |
| Vinnare  | 2014 | Australiska öppna | Hard court | Daniel Nestor | Sania Mirza Horia Tecău         | 6–3, 6–2         |
| Tvåa     | 2015 | Australiska öppna | Hard court | Daniel Nestor | Martina Hingis Leander Paes     | 4–6, 3–6         |

### WTA Tour Championships

#### Dubbel: 1 (2 titlar)
| Resultat | År   | Turnering             | Underlag       | Medspelare  | Motståndare                           | Resultat |
| -------- | ---- | --------------------- | -------------- | ----------- | ------------------------------------- | -------- |
| Vinnare  | 2018 | WTA Finals, Singapore | Hard court (i) | Tímea Babos | Barbora Krejčíková Kateřina Siniaková | 6–4, 7–5 |
| Vinnare  | 2019 | WTA Finals, Kina      | Hard court (i) | Tímea Babos | Hsieh Su-wei Barbora Strýcová         | 6–1, 6–3 |

### Premier Mandatory/Premier 5

#### Singel: 1 (1 andraplats)
| Resultat | År   | Turnering   | Underlag | Motståndare  | Resultat           |
| -------- | ---- | ----------- | -------- | ------------ | ------------------ |
| Tvåa     | 2017 | Madrid Open | Grus     | Simona Halep | 5–7, 7–6(7–5), 2–6 |

#### Dubbel: 7 (4 titlar, 3 andraplatser)
| Resultat | År   | Turnering           | Underlag   | Medspelare           | Motståndare                           | Resultat         |
| -------- | ---- | ------------------- | ---------- | -------------------- | ------------------------------------- | ---------------- |
| Vinnare  | 2012 | Canadian Open       | Hard court | Klaudia Jans-Ignacik | Nadia Petrova Katarina Srebotnik      | 7–5, 2–6, [10–7] |
| Tvåa     | 2014 | Cincinnati Open     | Hard court | Tímea Babos          | Raquel Kops-Jones Abigail Spears      | 1–6, 0–2 utgick. |
| Vinnare  | 2015 | Dubai Championships | Hard court | Tímea Babos          | Garbiñe Muguruza Carla Suárez Navarro | 6–3, 6–2         |
| Vinnare  | 2015 | Italian Open        | Grus       | Tímea Babos          | Martina Hingis Sania Mirza            | 6–4, 6–3         |
| Vinnare  | 2016 | Madrid Open         | Grus       | Caroline Garcia      | Martina Hingis Sania Mirza            | 6–4, 6–4         |
| Tvåa     | 2016 | China Open          | Hard court | Caroline Garcia      | Bethanie Mattek-Sands Lucie Safarova  | 4–6, 4–6         |
| Tvåa     | 2018 | Madrid Open         | Grus       | Tímea Babos          | Ekaterina Makarova Elena Vesnina      | 6–2, 4–6, [8–10] |

### WTA-finaler i kronologisk ordning

#### Singel: 8 (1 titel, 7 andraplatser)
| Teckenförklaring                    |
| ----------------------------------- |
| Grand Slam turneringar (0–0)        |
| WTA Tour Championships (0–0)        |
| Premier Mandatory & Premier 5 (0–1) |
| Premier (1–2)                       |
| International (0–4)                 |

| Resultat | V–F | Datum         | Turnering                               | Kategori      | Underlag       | Motståndare        | Resultat           |
| -------- | --- | ------------- | --------------------------------------- | ------------- | -------------- | ------------------ | ------------------ |
| Tvåa     | 0–1 | Maj 2015      | Internationaux de Strasbourg, Frankrike | International | Grus           | Samantha Stosur    | 6–3, 2–6, 3–6      |
| Tvåa     | 0–2 | Juni 2016     | Rosmalen Championships, Nederländerna   | International | Gräs           | CoCo Vandeweghe    | 5–7, 5–7           |
| Tvåa     | 0–3 | Oktober 2016  | Hong Kong Open, Hong Kong               | International | Hard court     | Caroline Wozniacki | 1–6, 7–6(7–4), 2–6 |
| Vinnare  | 1–3 | Februari 2017 | St. Petersburg Ladies' Trophy, Ryssland | Premier       | Hard court (i) | Yulia Putintseva   | 6–2, 6–7(3–7), 6–4 |
| Tvåa     | 1–4 | Mars 2017     | Mexican Open, Mexiko                    | International | Hard court     | Lesia Tsurenko     | 1–6, 5–7           |
| Tvåa     | 1–5 | April 2017    | Stuttgart Open, Tyskland                | Premier       | Grus (i)       | Laura Siegemund    | 1–6, 6–2, 6–7(5–7) |
| Tvåa     | 1–6 | Maj 2017      | Madrid Open, Spanien                    | Premier M     | Grus           | Simona Halep       | 5–7, 7–6(7–5), 2–6 |
| Tvåa     | 1–7 | Februari 2018 | St. Petersburg Ladies' Trophy, Ryssland | Premier       | Hard court (i) | Petra Kvitová      | 1–6, 2–6           |

#### Dubbel: 37 (23 titlar, 14 andraplatser)
| Teckenförklaring                    |
| ----------------------------------- |
| Grand Slam turneringar (4–4)        |
| WTA Tour Championships (2–0)        |
| Premier Mandatory & Premier 5 (4–3) |
| Premier (4–4)                       |
| International (9–3)                 |

| Finaler efter underlag |
| ---------------------- |
| Hard court (11–10)     |
| Grus (11–2)            |
| Gräs (1–2)             |

| Resultat | V–F   | Datum          | Turnering                                  | Kategori      | Underlag       | Medspelare           | Motståndare                            | Resultat                   |
| -------- | ----- | -------------- | ------------------------------------------ | ------------- | -------------- | -------------------- | -------------------------------------- | -------------------------- |
| Tvåa     | 0–1   | Juni 2011      | Danish Open, Danmark                       | International | Hard court     | Katarzyna Piter      | Johanna Larsson Jasmin Wöhr            | 3–6, 3–6                   |
| Vinnare  | 1–1   | Augusti 2012   | Canadian Open, Kanada                      | Premier 5     | Hard court     | Klaudia Jans-Ignacik | Nadia Petrova Katarina Srebotnik       | 7–5, 2–6, [10–7]           |
| Vinnare  | 2–1   | September 2012 | Tournoi de Québec, Kanada                  | International | Hard court     | Tatjana Malek        | Alicja Rosolska Heather Watson         | 7–6(7–5), 6–7(6–8), [10–7] |
| Vinnare  | 3–1   | Februari 2013  | U.S. National Indoor, USA                  | International | Hard court (i) | Galina Voskoboeva    | Sofia Arvidsson Johanna Larsson        | 7–6(7–5), 6–3              |
| Vinnare  | 4–1   | April 2013     | Charleston Open, USA                       | Premier       | Grus (grönt)   | Lucie Šafářová       | Andrea Hlaváčková Liezel Huber         | 6–3, 7–6(8–6)              |
| Tvåa     | 4–2   | April 2013     | Morocco Open, Marocko                      | International | Grus           | Petra Martić         | Tímea Babos Mandy Minella              | 3–6, 1–6                   |
| Vinnare  | 5–2   | Maj 2013       | Portugal Open, Portugal                    | International | Grus           | Chan Hao-ching       | Darija Jurak Katalin Marosi            | 7–6(7–3), 6–2              |
| Vinnare  | 6–2   | Juli 2013      | Palermo International, Italien             | International | Grus           | Katarzyna Piter      | Karolína Plíšková Kristýna Plíšková    | 6–1, 5–7, [10–8]           |
| Vinnare  | 7–2   | Oktober 2013   | Japan Women's Open, Japan                  | International | Hard court     | Flavia Pennetta      | Samantha Stosur Zhang Shuai            | 6–4, 6–3                   |
| Tvåa     | 7–3   | Januari 2014   | Brisbane International, Australien         | Premier       | Hard court     | Galina Voskoboeva    | Alla Kudryavtseva Anastasia Rodionova  | 3–6, 1–6                   |
| Tvåa     | 7–4   | Februari 2014  | Open GDF Suez, Frankrike                   | Premier       | Hard court (i) | Tímea Babos          | Anna-Lena Grönefeld Květa Peschke      | 7–6(9–7), 4–6, [5–10]      |
| Vinnare  | 8–4   | Mars 2014      | Mexican Open, Mexiko                       | International | Hard court     | Galina Voskoboeva    | Petra Cetkovská Iveta Melzer           | 6–3, 2–6, [10–5]           |
| Tvåa     | 8–5   | Juni 2014      | Rosmalen Championships, Nederländerna      | International | Gräs           | Michaëlla Krajicek   | Marina Erakovic Arantxa Parra Santonja | 6–0, 6–7(5–7), [8–10]      |
| Tvåa     | 8–6   | Juli 2014      | Wimbledon, Storbritannien                  | Grand Slam    | Gräs           | Tímea Babos          | Sara Errani Roberta Vinci              | 1–6, 3–6                   |
| Tvåa     | 8–7   | Augusti 2014   | Cincinnati Open, USA                       | Premier 5     | Hard court     | Tímea Babos          | Raquel Kops-Jones Abigail Spears       | 2–6, 0–2 ret.              |
| Vinnare  | 9–7   | Februari 2015  | Dubai Championships, Förenade Arabemiraten | Premier 5     | Hard court     | Tímea Babos          | Garbiñe Muguruza Carla Suárez Navarro  | 6–3, 6–2                   |
| Vinnare  | 10–7  | Maj 2015       | Morocco Open, Marocko                      | International | Grus           | Tímea Babos          | Laura Siegemund Maryna Zanevska        | 6–1, 7–6(7–5)              |
| Vinnare  | 11–7  | Maj 2015       | Italian Open, Italien                      | Premier 5     | Grus           | Tímea Babos          | Martina Hingis Sania Mirza             | 6–4, 6–3                   |
| Vinnare  | 12–7  | Augusti 2015   | Washington Open, USA                       | International | Hard court     | Belinda Bencic       | Lara Arruabarrena Andreja Klepač       | 7–5, 7–6(9–7)              |
| Tvåa     | 12–8  | Januari 2016   | Sydney International, Australien           | Premier       | Hard court     | Caroline Garcia      | Martina Hingis Sania Mirza             | 6–1, 5–7, [5–10]           |
| Tvåa     | 12–9  | Februari 2016  | Dubai Championships, Förenade Arabemiraten | Premier       | Hard court     | Caroline Garcia      | Chuang Chia-jung Darija Jurak          | 4–6, 4–6                   |
| Vinnare  | 13–9  | April 2016     | Charleston Open, USA (2)                   | Premier       | Grus (grönt)   | Caroline Garcia      | Bethanie Mattek-Sands Lucie Šafářová   | 6–2, 7–5                   |
| Vinnare  | 14–9  | April 2016     | Stuttgart Open, Tyskland                   | Premier       | Grus (i)       | Caroline Garcia      | Martina Hingis Sania Mirza             | 2–6, 6–1, [10–6]           |
| Vinnare  | 15–9  | Maj 2016       | Madrid Open, Spanien                       | Premier M     | Grus           | Caroline Garcia      | Martina Hingis Sania Mirza             | 6–4, 6–4                   |
| Vinnare  | 16–9  | Juni 2016      | Franska öppna, Frankrike                   | Grand Slam    | Grus           | Caroline Garcia      | Ekaterina Makarova Elena Vesnina       | 6–3, 2–6, 6–4              |
| Tvåa     | 16–10 | September 2016 | US Open, USA                               | Grand Slam    | Hard court     | Caroline Garcia      | Bethanie Mattek-Sands Lucie Šafářová   | 6–2, 6–7(5–7), 4–6         |
| Tvåa     | 16–11 | Oktober 2016   | China Open, Kina                           | Premier M     | Hard court     | Caroline Garcia      | Bethanie Mattek-Sands Lucie Safarova   | 4–6, 4–6                   |
| Vinnare  | 17–11 | Januari 2018   | Australiska öppna, Australien              | Grand Slam    | Hard court     | Tímea Babos          | Ekaterina Makarova Elena Vesnina       | 6–4, 6–3                   |
| Tvåa     | 17–12 | Maj 2018       | Madrid Open, Spanien                       | Premier M     | Grus           | Tímea Babos          | Ekaterina Makarova Elena Vesnina       | 6–2, 4–6, [8–10]           |
| Vinnare  | 18–12 | Juni 2018      | Birmingham Classic, Storbritannien         | Premier       | Gräs           | Tímea Babos          | Elise Mertens Demi Schuurs             | 4-6 6-3 [10-8]             |
| Tvåa     | 18–13 | September 2018 | US Open, USA                               | Grand Slam    | Hard court     | Tímea Babos          | Ashleigh Barty CoCo Vandeweghe         | 6–3, 6–7(2–7), 6–7(6–8)    |
| Vinnare  | 19–13 | Oktober 2018   | WTA Finals, Singapore                      | Tour Finals   | Hard court     | Tímea Babos          | Barbora Krejčíková Kateřina Siniaková  | 6–4, 7–5                   |
| Tvåa     | 19–14 | Januari 2019   | Australiska öppna, Australien              | Grand Slam    | Hard court     | Tímea Babos          | Samantha Stosur Zhang Shuai            | 3–6, 4–6                   |
| Vinnare  | 20–14 | April 2019     | İstanbul Cup, Turkiet                      | International | Grus           | Tímea Babos          | Alexa Guarachi Sabrina Santamaria      | 6–1, 6–0                   |
| Vinnare  | 21–14 | Juni 2019      | Franska öppna, Frankrike                   | Grand Slam    | Grus           | Tímea Babos          | Duan Yingying Zheng Saisai             | 6–2, 6–3                   |
| Vinnare  | 22–14 | November 2019  | WTA Finals, Kina                           | Tour Finals   | Hard court (i) | Tímea Babos          | Hsieh Su-wei Barbora Strýcová          | 6–1, 6–3                   |
| Vinnare  | 23–14 | Januari 2020   | Australiska öppna, Australien              | Grand Slam    | Hard court     | Tímea Babos          | Hsieh Su-wei Barbora Strýcová          | 6–2, 6–1                   |